# Кройтлер, Матиас
Матиас Фердинанд Кройтлер нем. Mathias Ferdinand Kräutler (2 мая 1895 – 8 сентября 1968) австрийский военный офицер, достигший звания Генерал-майор нацистской Германии

## Биография

### Личная жизнь
Матиас Кройтлер родился в городе Вене (Австро-Венгрия) 2 мая 1895 года, при императоре Франц Иосиф I, в австрийской семье  и был крещён в римско-католической церкви.
Отец Клаус Матиас Кройтлер был артилерийским мастером. Мать Анна Кройтлер, в девичестве Шленкрих (нем. Anna Shlenkrich). Когда Матиасу было 3 года, его отец умер и мать повторно вышла замуж за Рудольфа Вебера (нем. Rudolf Weber), артилерийского чиновника. Его отчим умер в 1915 году, когда Матиасу было 20 лет.
В 32 года (02.06.1927) Матиас женился в городе Зальцбург на Гертруде Энгль (нем. Gertruda Engl), которая была младше Матиаса на 10 лет. У них родилось двое детей (сын и дочь).
Он скончался в возрасте 73 лет (08.09.1968) в городе Зальцбург .

### Профессиональная карьера
- Первая Мировая война (1914 - 1918)

Он начал свою военную карьеру 15 марта1915 года, вступив в Австро-венгерскую армию, в звании лейтенанта Императорского и Королевского пехотного полка Эрцгерцога Райнера N59. Принимал участие в Первой мировой войне в районе Секстенских Доломитовых Альп (Италия) и был ранен в районе реки Пьяве (Италия) в июне 1918 года, когда разорвавшийся снаряд засыпал его камнями.
- Между войнами

С ноября 1919 года служил в Австрийской федеральной армии.
С марта 1937 года принял командование 1-м батальоном 12-го пехотного полка Федеральной армии Австрии. С марта 1938 года (после аншлюса) вошел в немецкую армию, где путём объединения 12-го пехотного полка Федеральной армии Австрии, Кернтского альпийского егерского батальона N1 и Восточного альпийского егерского батальона Андреаса Хофера N3, был сформирован 137-й горнострелковый полк (первоначально назывался 137-й горный егерский полк) 2-й горной дивизии (01.08.1938) под командованием герерал-лейтенанта Валентина Фойрштайна, в котором Матиас Кройтлер принял командование 3-м батальоном.
- Вторая Мировая война (1939 - 1945)

В сентябре 1939 года принимал участие во вторжении в Польшу, непосредственно занимал Лемберг.
В апреле 1940 года принимал участие во вторжении в Норвегию (бои между Тронхеймом и Нарвиком).
После окупации северной Норвегии и перемещения в Финскую Лапландию, 2-я горная дивизия, под командованием генерал-майора Эрнста Шлеммера, приняла участие во вторжении в СССР (29.06.1941), в составе горного корпуса "Норвегия", под командованием генерала горных войск Эдуарда Дитля, выполняя план операции "Платиновая лиса" (нем. Platinfuchs). В связи с тем, что план операции небыл реализован и город Мурманск небыл окупирован, Матиас Кройтлер продолжал находиться в зоне боевых действий в северной части СССР.
В январе 1942 года (27.01.1942) назначен командующим 139-го усиленного горнострелкового полка (нем. Reinforced Gebirgsjäger-Regiment 139)), находившегося в Финляндии и являющегося независимым подразделением, попеременно входящего в более крупные объединения войск для выполнения поставленных задач (Лапландская армия, 20-я горнострелковая армия, 18-й,19-й и 36-й горнострелковые армейские корпуса, финский 3-й корпус).
В августе 1944 года направлен командовать дивизионной группой "Кройтлер" (нем. Kräutler) или сокращённо "К", специально сформированной в течение 5 месяцев (с марта по август 1944), организационно входила в 18-й горный армейский корпус 20-й горной армии, располагающийся в районе Ухта-Кестеньга (Финляндия).
- Лапландская война (1944-1945)

С октября 1944 по январь 1945 принимал участие в Лапландской войне.
С октября 1944 (01.10.1944) дополнительно принял на себя командование дивизией специального назначения 140 Вермахта.
4 октября 1944 нацистская 20-я горная армия (ок. 200 тыс.чел.), расположенная в Лапландии и примерно в 100 км восточнее финской границы, под командованием генерал-полковника, Лотара Рендулича, получила приказ занять позиции в районе Люнген-фьорда в Норвегии, что означало перемещение протяженностью более 2000 км (по имеющимся дорогам) в условиях арктической зимы. Финские войска преследовали 18-й корпус (7-я горная дивизия Вермахта, 6-я горная дивизия СС и оставшаяся половина дивизии "Кройтлера"), а советские войска преследовали вторую половину нацистской 20-й горной армии (19-й корпус и 36-й корпус) через Киркенес вплоть до Тана-фьорда в Норвегии и до района западнее Ивало. В середине января 1945 Матиас Кройтлер, командующий дивизией "К" Вермахта , покинул территорию Финляндии и занял позиции в Норвегии, организовав дивизионный штаб в городе Гратангене (Норвегия). Его дивизия вошла в состав 71-го армейского корпуса под командованием генерала-артиллерии Антона-Рейхарда Фрейхера фон Маухенгейма (нем. Anton-Reichard Freiherr von Mauchenheim genannt Bechtolsheim). Не смотря на окончание войны, Матиас Кройтлер продолжал формировать из разрозненных частей 9-ю горную дивизию "Север" (05.05.1945).
23 августа 1945 года Матиас Кройтлер был арестован британскими войсками в Норвегии. Он находился в заключении и был направлен (09.01.1946) в специальный лагерь военнопленных Бриджент, Южный Уэльс, Великобритания (остров Фарм), где военные преступники ожидали Нюрнбергского суда.
В январе 1947 года был освобождён из-под стражи (09.01.1947).

## Обучение
- Начальная школа в Вена (1901-1906)
- Государственная средняя школа в Вена (1906-1910)
- Кадетская школа в Вена (1910-1913)
- Терезианская военная академия в Винер-Нойштадт (1913-1915)
- Пулемётные курсы (1922)
- Курсы штабных офицеров при Главном командовании 18-го армейского корпуса в Зальцбург (декабрь 1938)
- Курсы командиров 12-й дивизии в Хиршберг (Силезия) (июль-август 1944)
- Краткий курс офицеров танковых войск (август 1944)

## Воинские звания
Лейтенант (15 марта 1915)
- Оберлейтенант (1 ноября 1916)[5]
- Гауптман (July 8, 1921)[5]
- Майор (31 августа 1931)[5]
- Подполковник (June 1, 1939)[5]
- Полковник (February 1, 1942)[5]
- Генерал-майор (1 октября 1944)[5]

## Награды
- Медаль "За военные заслуги" (Австро-Венгрия)[5]
- Крест "За военные заслуги" (Австро-Венгрия) 3-й степени с военным отличием и мечами (1918).[5]
- Медаль "За ранение" (Австро-Венгрия) с одной полосой - в июне 1918 был тяжело ранен при взрыве.[5]
- Памятная аоенная медаль (Австрия) с мечами[5]
- почётная сабля за отличную стрельбу из пистолета (1930)[5]
- Золотая памятная медаль "За заслуги Перед Австрийской республикой"[5]
- Крест военных заслуо (Австрия) 3-й степени (6 ноября 1937)[5]
- Памятная военная медаль (Венгрия) с мечами[5]
- Почётный Крест ветерана войны с мечами[5]
- Медаль "За выслугу лет в Вермахте (Wehrmacht)" , 4-й, 2-й и 1-й степени (25 лет)[5]
- Нагрудный знак "За ранение"[5]
- Знак штурмовой пехоты в серебре (30 августа 1941)[5]
- Орден Креста Свободы 2-й степени с мечами (Финляндия; 30 июня 1942)[5]
- Mедаль "За зимнюю компанию на Востоке 1941/42" (15 августа 1942)[5]
- Немецкий Крест в золоте (25 января 1945)[5]

## Книги
- "Это был Эдельвейс: судьба и путь 2-й горнострелковой дивизии", нем. Es war ein Edelweiss: Schicksal und Weg der Zweiten Gebirgsdivision, англ. It was an Edelweiss: Fate and Path of the 2nd Mountain Division, 1962. Написана совместно с Карлом Спрингеншмитом нем. Karl Springenschmied.